# Machu Picchu
Machu Picchu (av quechuas Machu Pikchu, gamla bergstoppen) är en välbevarad förcolumbiansk bergsstad i nuvarande Peru, som upptogs på Unescos världsarvslista 1983. Den ligger 80 kilometer nordväst om Cusco och nära tätorten Aguas Calientes varifrån turister tar sig upp med buss.
I september 2023 stängdes de tre delarna Kondortemplet, Intihuatana samt Solens tempel av för turism på grund av slitage.

## Historia

### Bakgrund
Staden anses ha byggts av inkan Pachacuti omkring 1440 och var bebodd fram till den spanska erövringen av Peru 1532. Spanjorerna kom dock aldrig till Machu Picchu och hade inte heller någon vetskap om stadens existens.
Machu Picchu ligger i Anderna i Peru. På tre sidor stupar platåns klippväggar 350 meter ner i djupet. Där finns över 100 trappor som förenar stadens tempel, palats och boningshus, som byggdes av vita granitblock. På den stora klippan till vänster låg templet som var helgat åt solen, som inkafolket dyrkade som en livgivande kraft. Man hade byggt vattenreservoarer, och sluttningarna var terrasserade så att man kunde odla majs och bönor där.
Arkeologiska fynd visar att detta inte var en vanlig stad, utan snarare ett slags lantställe för inkan och hovet, med ett stort palats och tempel. Man uppskattar att det maximalt bara kan ha bott runt 750 personer i staden och troligtvis bara en mycket liten del av det under den regniga säsongen då ingen av de mäktiga var på besök. Man har funnit 174 skelett, 70 män och 104 kvinnor. Av övriga gravfynd kan man sluta sig till att det var människor av ganska låg status. Bland tillhörigheterna i gravarna har man funnit råmaterial och verktyg för tenn- och bronssmide.

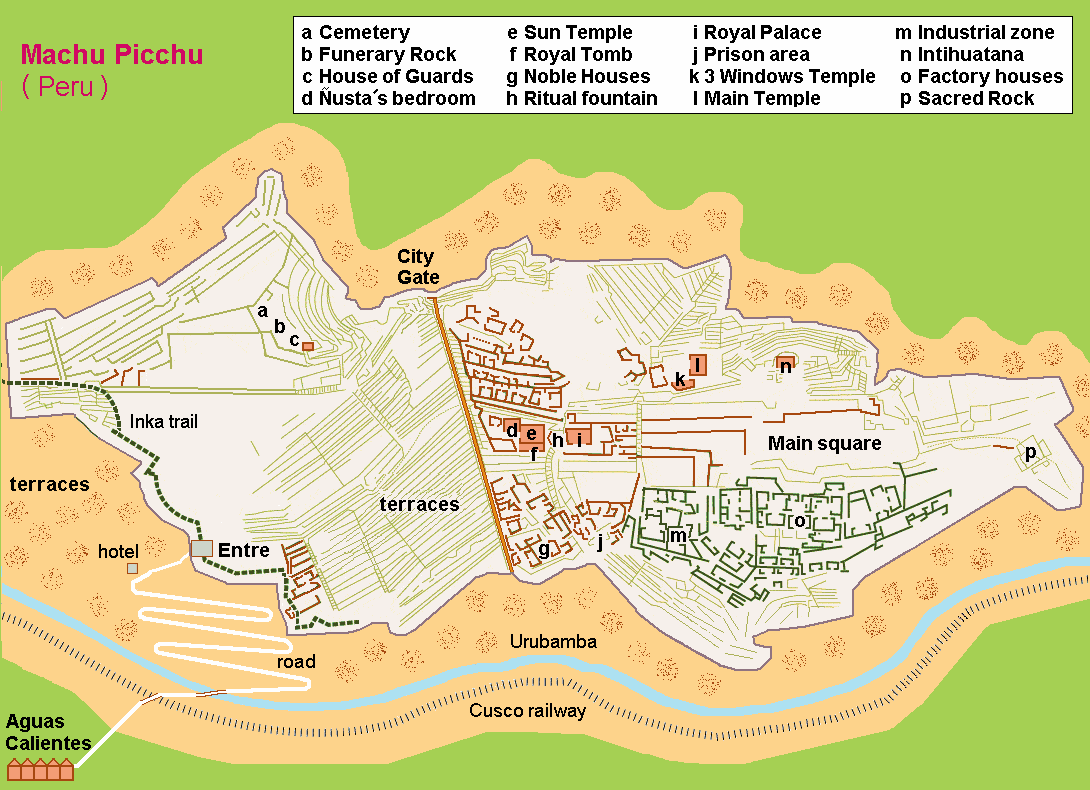
Karta över Machu Picchu

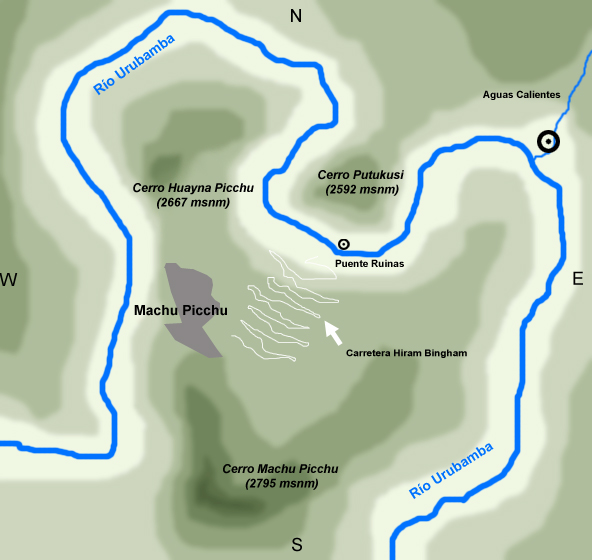
Översikt

Platsen anses ha valts med tanke på dess unika läge och geologiska förutsättningar. Den är byggd på en 500 meter hög bergsrygg, med stupande sidor åt nästan alla håll.
Machu Picchu övergavs av inkaindianerna av okända skäl och "glömdes bort", förmodligen på grund av att dess funktion inte längre behövdes efter den spanska erövringen.
Tar man i beaktande att de spanska conquistadorerna bara dokumenterade de bosättningar som bedömdes ha ekonomisk eller militär betydelse är det inte så märkligt att Machu Picchu inte nämns. Machu Picchu var aldrig en självförsörjande stad, den var avlägset och svårtillgängligt belägen och hade efter spanjorernas ankomst tappat både sin förmåga till och grunden för sin existens.

### Återupptäckt
Staden som med åren kamouflerades av vegetation återupptäcktes av några lokala bönder när en skogsbrand bröt ut och avtäckte delar av berget 24 juli 1911. Detta uppmärksammades av en historiker från Yale University, Hiram Bingham, som kom att skriva en mängd böcker och artiklar om Machu Picchu. Hans bok The Lost City of the Incas blev en bästsäljare.
Ännu mer publicitet fick staden då National Geographic 1913 ägnade hela sitt aprilnummer åt Machu Picchu.

### Modernt turistmål

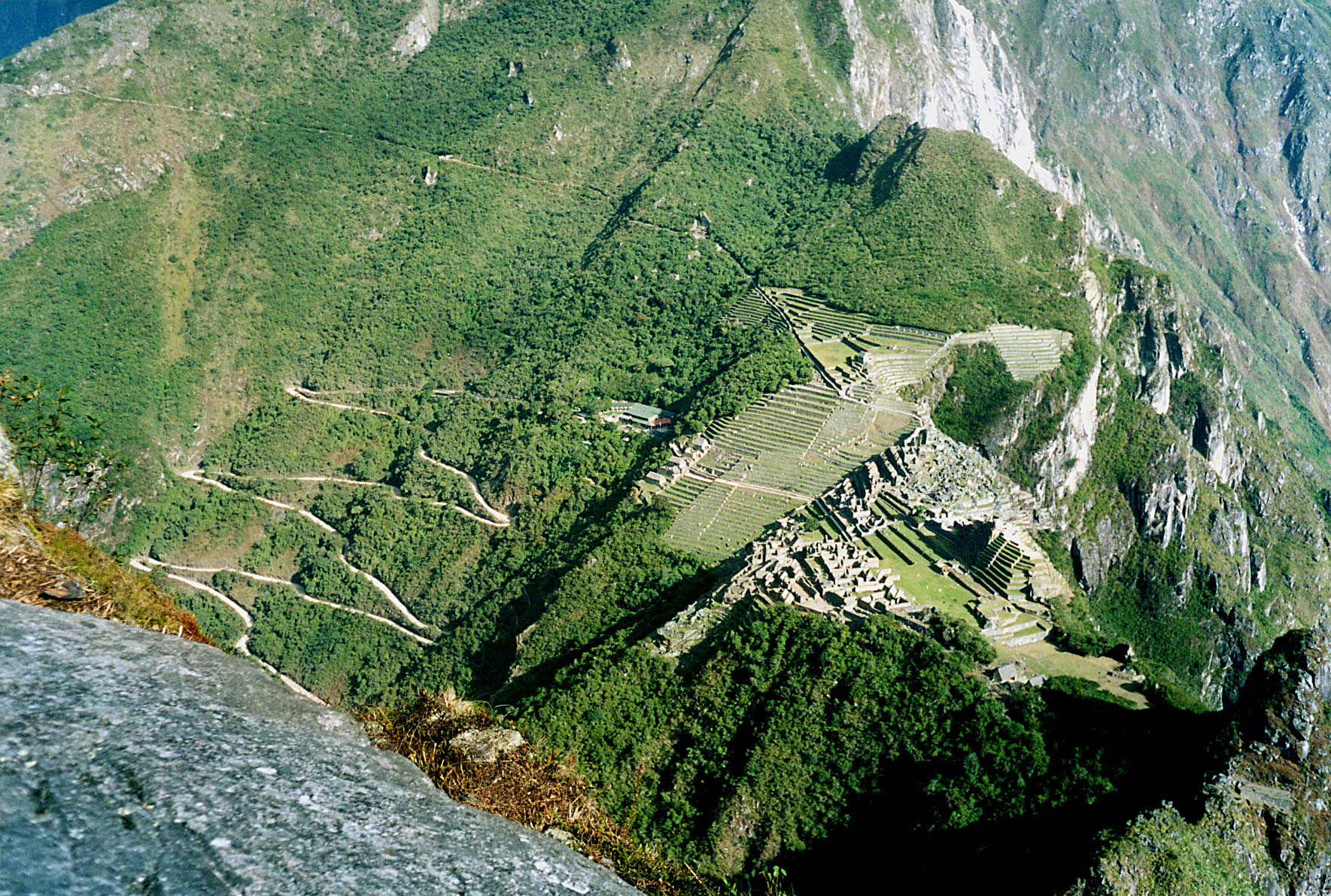
Machu Picchu sett från berget Huayna Picchu

Otillgängligheten och vegetationen har bevarat staden relativt intakt under denna långa tid, något som även idag bidrar något till att hålla turismen i schack. Unesco har uttryckt oro för att de omkring 400 000 turisterna som besöker Machu Picchu varje år orsakar världsarvet skada, men peruanska myndigheter menar att massturism undviks i och med att det är så krävande att ta sig dit.
Förbindelsen med Cusco utgörs nämligen endast av en smalspårig järnväg. Sista anhalten med vägförbindelse från Cusco är Ollantaytambo, cirka två och en halv timmes tågfärd från Machu Picchu. Ollantaytambo kan nås med bil eller buss från Cusco.
Ett populärt alternativ till tåg är att fotvandra längs Inkaleden. Numera fordras tillstånd för att få fotvandra leden, något som sker med ledning av särskild guide. Det finns även möjlighet att hyra helikopter i Cusco och flyga till Machu Picchu.
Machu Picchu är numera utvald som ett av världens sju nya underverk.
Den 19 februari 2008 blockerade hundratals bönder den enda vägen till Machu Picchu i protest mot Perus jordbrukspolitik.
I januari 2010 drabbades Machu Picchu-området av kraftiga skyfall som bland annat ledde till att ett stort antal utländska turister fick evakueras med helikoptrar från den gamla inkastaden då flera stora jordskred skurit av kommunikationerna med omvärlden.
I september 2023 stängdes de tre delarna Kondortemplet, Intihuatana samt Solens tempel av för turism på grund av slitage.